# Riva Palacio (kommun)
Riva Palacio är en kommun i Mexiko.   Den ligger i delstaten Chihuahua, i den nordvästra delen av landet, 1 300 km nordväst om huvudstaden Mexico City.
Följande samhällen finns i Riva Palacio:
- Campo Setenta y Dos
- Campo Setenta y Tres
- Campo Sesenta y Tres
- La Despedida
- Campo Setenta
- Campo Sesenta y Seis
- Campo 46
- Campo Setenta y Cuatro